# Phorbas lieberkuehni
Phorbas lieberkuehni är en svampdjursart som först beskrevs av Burton 1930.  Phorbas lieberkuehni ingår i släktet Phorbas och familjen Hymedesmiidae. Inga underarter finns listade i Catalogue of Life.